# Lieber John
Lieber John ist ein schwedisches Liebesmelodram aus dem Jahre 1964 von Lars-Magnus Lindgren mit Jarl Kulle in der Titelrolle und Christina Schollin in der weiblichen Hauptrolle. Der Film basiert auf dem Roman Käre John (1959) von Olle Länsberg.

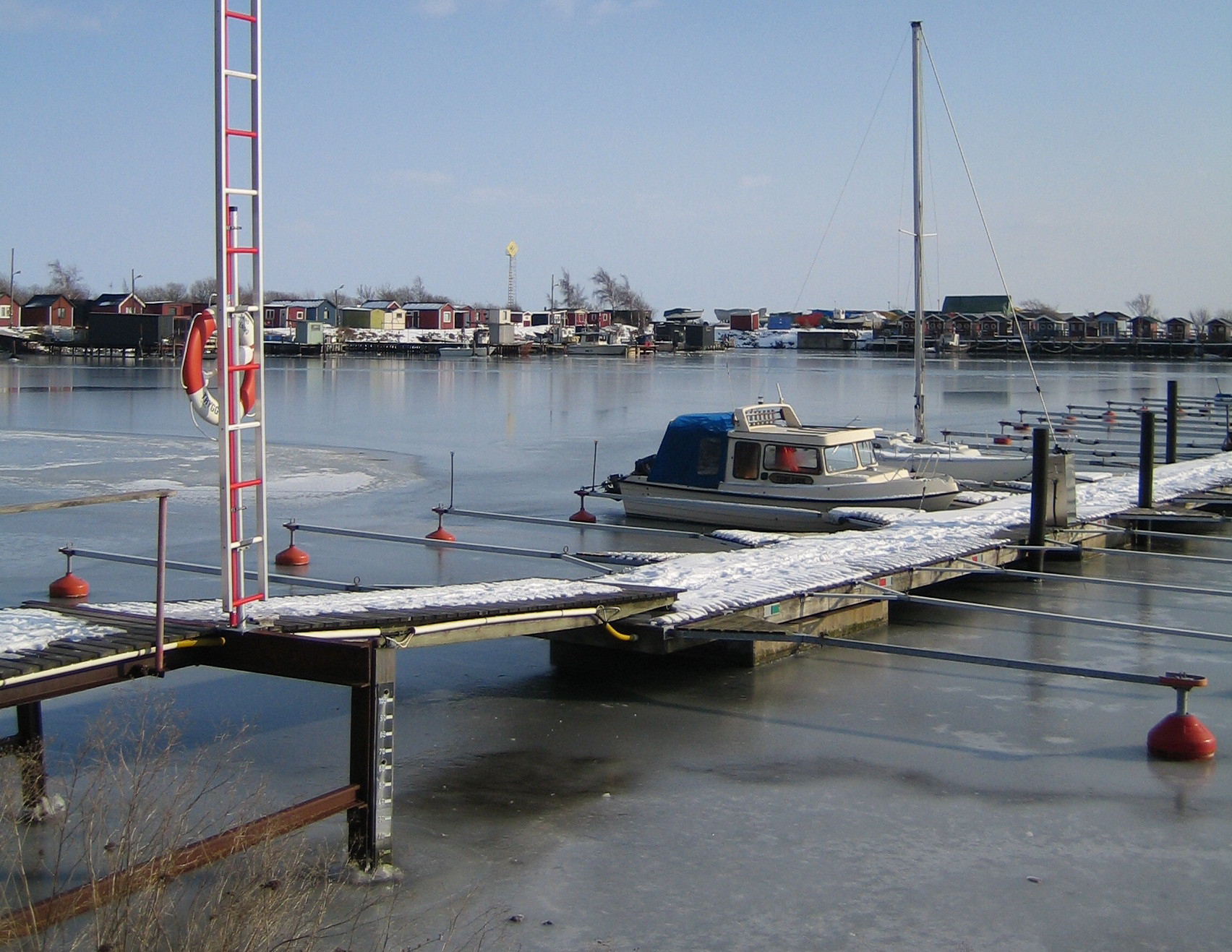
Einer der drei Drehorte: Die am Meer gelegene Gemeinde Klagshamn

## Handlung
John Berndtsson, der Skipper des Öresundkutters „Elsa av Bleket“, hat seine Traumfrau gefunden. In einer Liebesnacht durchleben sie noch einmal die Ereignisse, die sie einst zusammengeführt haben. Der Weg dorthin führte über bittere Erfahrungen und Missverständnisse auf beiden Seiten.
John und seine junge Crew sind an einem Samstag in Flintehamn an der Westküste angelandet und wollen dort das Wochenende verbringen. Im kleinen Stadtcafé wird John von Anita bedient, die sofort sein Interesse weckt. Er schlägt ihr einen gemeinsamen Restaurantbesuch vor. Sie sagt nicht nein, aber mit Blick auf ihre vierjährige Tochter Helena will sie erst dann zusagen, sollte sie bis dahin einen Babysitter gefunden haben. Anita lebt allein mit dem Kind, seitdem sie herausgefunden hat, dass der Vater bereits mit einer anderen Frau verlobt ist. Anita kennt John bereits von früher. Beider erster Begegnung stand nicht unter einem guten Stern. Vor zwei Jahren hatte er bereits schon einmal versucht, ihre Bekanntschaft zu machen, doch war er damals sturzbetrunken, und offensichtlich kann er sich an nichts mehr erinnern.
John ist nicht eben problemfrei. Er kann mit seiner Einsamkeit nicht umgehen. Seine Frauenbekanntschaften halten seit seiner gescheiterten Ehe nicht gerade lang. Ein Kollege von ihm, ein einstiger Kompagnon, hat ihm sowohl seine Frau ausgespannt als auch sich anschließend in seinem Haus breit gemacht. Seitdem hat John flüchtige Frauenbekanntschaften, die ihn jedoch nicht glücklich machten geschweige denn wärmen. Sein Umgang mit dem weiblichen Geschlecht beschränkt sich überwiegend auf Hafenprostituierte. Wieder ist er gezwungen, einen Samstagabend allein zu verbringen, aber am Sonntagmorgen besucht er einen Nacktstrand und stößt unerwartet auf Anita. Sie wohnt mit ihrem Bruder und dessen Verlobten in einer Strandhütte. Anita zeigt sich vorsichtig entgegenkommend, und John, von Helena verzaubert, übernimmt schnell die Vaterrolle. Anita ist begeistert, dass die Chemie zwischen John und ihrer Tochter so stimmig ist und entschließt sich, mit dem jungen Mann anstatt des geplanten Besuch im Folkets Park von Malmö zu einem perfekt verlaufenden Kurztrip nach Kopenhagen.
Die Nacht bricht an. Während Anita zu „mehr“ bereit ist führt Johns Libido nirgendwohin. Die junge Mutter macht ihrem Kuzzeitbekannten klar, dass der Mann, auf den sie wartet, „an Liebe und Glück glauben soll und dass alles gut werden wird“. Im Häuschen des Cafébesitzers hat sie eine Liebesnacht vorbereitet, aber ihre gegenseitigen Erwartungen korrespondieren nicht miteinander. Aus Frust und unterschiedlicher Erwartungshaltung heraus will John von ihr Sex erzwingen, doch Anita stößt ihn zurück und droht mit einer Anzeige bei der Polizei. Seine Enttäuschung verwandelt sich in Wut und Verachtung. Dann geht er fort. Verzweifelt läuft Anita John am Strand hinterher und gibt nach. Sie kann den Gedanken nicht ertragen, dass er sie verachten könnte. Der Knoten zwischen den beiden scheint geplatzt, jetzt endlich können sie sich öffnen und einander wirklich vertrauen.
Am kommenden Morgen spielen die Protagonisten fröhlich im Wasser. Während der Vorbereitungen für einen anstehenden Segeltörn erhält John die überraschende Nachricht, dass Anita und Helena zu einem Urlaub abgereist sind. Er öffnet einen Briefumschlag, den Anita beim Cafébesitzer für ihn hinterlassen hat. Der Umschlag beinhaltet ein Foto von Anita und Helena und ein Dankeschön für den gestrigen Ausflug. Nun erfährt John, dass Anitas eigentlicher Name Anna ist. Wieder mit seinem Boot unterwegs, läuft der Skipper im nächsten Hafen zu einem Telefon, ruft die Frau an und bittet Anna um ihre Hand. Sie antwortet nur: „John, ja John, lieber, lieber John!“

## Produktionsnotizen
Lieber John entstand Mitte 1964 in Klagshamn, Malmö und Kopenhagen und wurde am 23. November 1964 in fünf Kinos dreier Städte (Stockholm, Göteborg, Malmö) uraufgeführt. In Deutschland lief der Film am 6. März 1965 an.

## Wissenswertes
Der Film war laut Der Spiegel Schwedens größter Kassenerfolg der ersten 20 Jahre seit 1945: Er spielte innerhalb einer Woche 101.293 Schwedische Kronen ein. Im Vergleich dazu: Ingmar Bergmans Skandalon Das Schweigen aus dem Jahr zuvor brachte es lediglich auf 82.870 Kronen. In manchen Ländern wie den USA wurde der Streifen wegen einiger (männlicher) Nacktszenen bisweilen als „pornografisch“ eingestuft.
1966 ging Lieber John ins Rennen um den besten nicht-englischsprachigen Film bei der diesjährigen Oscar-Verleihung, ging jedoch leer aus.

## Kritiken
Das Gros der schwedischen Tageszeitungen lobte den Film und fand ihn sogar besser als die literarische Vorlage. In Dagens Nyheter schrieb Mauritz Edström kurz nach der Premiere: „Wer nach dem inneren menschlichen Drama fragt, sollte sofort erkennen, dass es nichts gibt“ und kam zum Schluss, dass „Käre John“ in einem Umfeld „oft krampfhafter und sinnlich unerlöster schwedischer Filmliebe“ auftritt, „mit einem wohltätigen, sinnlichen Glanz und ausgelassener Freude am Physischen“. Im Expressen sah Lasse Bergström einen „anständigen, frischen, rotblühenden Film über die Liebe zwischen gewöhnlichen Menschen“ und subsumierte die darstellerischen Anstrengungen Jarl Kulles und Christina Schollins wie folgt: „Der ganze Film über Käpt‘n John und sein Liebeswochenende mit der einsamen Anita ist ein großes und harmonisches Schwedentum, gefüllt mit aufkeimender Anmut, ein wenig gefrorener Poesie und einer Leidenschaft, die nicht mehr und nicht weniger ist als die konkrete Freude zweier einsamer Menschen.“
In Der Spiegel war folgendes zu lesen: „Mit modisch verschachtelten Rückblenden und weltschmerzlichen Dialogen (der Held sucht „nach dem, was man doch nicht findet“) wollte Regisseur Lars Magnus Lindgren … sein simples Bettgeraune hochstilisieren. Käpt’n und Kellnerin … erkennen nach der Liebesnacht im Bungalow, daß sie doch fanden, was sie suchten: die Liebe.“
Im Lexikon des Internationalen Films heißt es: „Ein symbolbeladener Film, der sich an einer Reflexion der Einsamkeit versucht.“